# Notophthiracarus deminutus
Notophthiracarus deminutus är en kvalsterart som beskrevs av Wojciech Niedbała 2006. Notophthiracarus deminutus ingår i släktet Notophthiracarus och familjen Phthiracaridae. Inga underarter finns listade i Catalogue of Life.